# Tonny van Lierop
Tonny van Lierop   (Vught, 19 de setembre de 1910 - Blaricum, 31 de març de 1982) va ser un jugador d'hoquei sobre herba neerlandès que va competir durant les dècades de 1920 i 1930.
El 1928 va ser convocat per participar amb l'equip neerlandès en la competició d'hoquei sobre herba dels Jocs Olímpics d'Amsterdam, però no va disputar cap partit. Vuit anys més tard, als Jocs de Berlín, va guanyar la medalla de plata en la mateixa competició.